# USS West Virginia (BB-48)
La USS West Virginia (hull classification symbol BB-48) è stata una corazzata della classe Colorado della marina statunitense, ordinata nel 1920.
Con l'entrata in guerra degli Stati Uniti contro le potenze dell'Asse a seguito dell'attacco di Pearl Harbor, la Maryland combatté sul fronte del Pacifico fino alla vittoria degli Alleati. Posta in disarmo poco dopo la fine del conflitto, fu rottamata nel 1959.

## Servizio e impiego

### Primi anni
Nel 1940, seguendo le direttive del presidente Roosevelt, la marina statunitense si divise in Flotta dell'Atlantico e Flotta del Pacifico: la nave, che era basata a Long Beach, California, confluì in quest'ultima e prese posizione a Pearl Harbor a fianco di diverse altre corazzate. Nell'aprile del 1941, comandata dal capitano Mervyn Bennion, fu compresa nella 4ª Divisione Navi da Battaglia al comando dell'ammiraglio Walter S. Anderson, che alzò le sue insegne a bordo della Maryland.

### Sul fronte del Pacifico
Il 7 dicembre 1941, giorno dell'attacco di Pearl Harbor, la West Virginia era in porto ancorata all'esterno della Tennessee e la banchina F-6: Colpita da tre siluri che sfondarono la corazzatura ed almeno altri due che si infilarono negli stessi buchi prodotti dai siluri precedenti; la nave ne ricevette poi altri due dei quali uno al timone e due bombe d'aereo; uno almeno dei siluri fu lanciato da uno dei sommergibili tascabili che si erano infiltrati nella rada.
Durante l'attacco perse la vita il comandante Bennion, insignito postumo della Medal of Honor. Riparata, partecipò alla Battaglia del golfo di Leyte, ad Iwo Jima ed Okinawa.

### Fine della guerra e ultimi anni
La nave fino alla fine del 1945 fu adibita al rimpatrio di 8.000 soldati veterani di stanza nelle Isole Hawaii (operazione Magic Carpet, Tappeto Magico). In seguito, tornata a Puget Sound, riprese servizio come parte della riserva della Flotta del Pacifico, ma non vide altre azioni di guerra. Ancorata a Bremerton, nello stato di Washington, fu disattivata il 9 gennaio 1947. Rimase in disarmo fino all'estate del 1959 quando fu radiata dal servizio e venduta per la rottamazione.